# Municipio de Assyria
El municipio de Assyria (en inglés: Assyria Township) es un municipio ubicado en el condado de Barry en el estado estadounidense de Míchigan. En el año 2010 tenía una población de 1986 habitantes y una densidad poblacional de 21,1 personas por km².

## Geografía
El municipio de Assyria se encuentra ubicado en las coordenadas 42°28′7″N 85°7′12″O / 42.46861, -85.12000. Según la Oficina del Censo de los Estados Unidos, el municipio tiene una superficie total de 94.13 km², de la cual 92,9 km² corresponden a tierra firme y (1,3 %) 1,23 km² es agua.

## Demografía
Según el censo de 2010, había 1986 personas residiendo en el municipio de Assyria. La densidad de población era de 21,1 hab./km². De los 1986 habitantes, el municipio de Assyria estaba compuesto por el 96,88 % blancos, el 0,35 % eran afroamericanos, el 0,45 % eran amerindios, el 0,25 % eran asiáticos, el 0,4 % eran de otras razas y el 1,66 % eran de una mezcla de razas. Del total de la población el 1,31 % eran hispanos o latinos de cualquier raza.